# SN 2002fj
SN 2002fj – supernowa typu IIn odkryta 12 września 2002 roku w galaktyce NGC 2642. W momencie odkrycia miała maksymalną jasność 15,80m.